# 伊東力
伊東 力（いとう ちから、1990年1月11日 - ）は、元ラグビーユニオンの選手。2023-24シーズンまでジャパンラグビーリーグワン静岡ブルーレヴズに所属した。

## プロフィール
- 長崎県長崎市出身。
- 現役時代のポジションはウィング(WTB)。
- 身長 173 cm、体重 80 kg
- ニックネームはちから。
- 日本代表通算キャップ数は1。

## 略歴
長崎中央ラグビースクールでラグビーを始めた。
2008年、諫早農業高校卒業後、龍谷大学に入学する。
2011年、龍谷大学ラグビー部の主将に就任した。
2012年、龍谷大学卒業後にトライアウトを受け、ヤマハ発動機ジュビロ(現・静岡ブルーレヴズ)に加入。
2013年8月31日に行われたジャパンラグビートップリーグ第1節のクボタスピアーズ戦に途中出場で公式戦初出場を果たす。
2017年4月22日に行われたアジアラグビーチャンピオンシップ2017韓国戦にて途中出場で日本代表初キャップを獲得した。
2024年5月13日、引退を発表。